# La Geneviève
La Geneviève (títol original en anglès: Genevieve) és una pel·lícula britànica dirigida per Henry Cornelius, estrenada el 1953. Ha estat doblada al català.

## Argument
En el ral·li de cotxes vells entre Londres i Brighton, l'amistat entre Alan McKim i Ambrose Claverhouse no impedirà a aquests dos intentar humiliar-se mútuament. Durant el recorregut, es revifen velles rancúnies fins al punt que els dos homes decideixen fer una aposta «amistosa» sobre qui serà el primer a veure Londres...
Alan McKim, un jove advocat, decideix participar en el Ral·li Anual de cotxes antics de Londres a Brighton amb el seu Darraq de 1904 anomenat Genoveva. Wendy, la seva esposa, opina que la carrera és una ximpleria i un símbol d'immaduresa. Ambrose Claverhouse, amic del jove matrimoni, decideix competir amb Alan en el Ral·li: Rosalind Peters, antiga xicota d'Ambrose, serà el seu acompanyant. Una carrera plena d'entrebancs i sorpreses està a punt de començar...

## Repartiment
- Dinah Sheridan: Wendy McKim
- John Gregson: Alan McKim
- Kay Kendall: Rosalind Peters
- Kenneth More: Ambrose Claverhouse
- Geoffrey Keen: El policia
- Reginald Beckwith: J.C. Callahan
- Arthur Wontner: El vell gentleman
- Joyce Grenfell: la propietari de l'hotel
- Leslie Mitchell: ell mateix - El comentador d'actualitats
- Michael Balfour: El trompetista (No surt als crèdits)

## El cotxe
Geneviève és de fet un Darracq de 1904. És actualment exposat al Museu Louwman de La Haia.
L'Ajuntament de Barcelona, des de l'any 1968, té en propietat un vehicle d'època molt similar, anomenat La Genoveva, justament fent referència a la pel·lícula de Cornelius. En aquest cas es tracta d'un Renault 11 HP.

## Premis i nominacions

### Premis
- 1954: BAFTA a la millor pel·lícula britànica
- 1955: Globus d'Or a la millor pel·lícula estrangera (ex aequo amb Weg ohne Umkehr, Nijushi no hitomi i La dama de les camelies).

### Nominacions
- 1955: Oscar al millor guió original per William Rose
- 1955: Oscar a la millor banda sonora per Larry Adler
- 1954: BAFTA al millor actor britànic per Kenneth More